# セオドア・ライマン
セオドア・ライマン（Theodore Lyman、1874年11月23日 - 1954年10月11日）は、アメリカ合衆国の物理学者。専門は分光学。
ボストン出身。1897年にハーヴァード大学を卒業。ハーヴァードで物理学部の助手となり、1917年には教授となった。
水素原子の線スペクトルの紫外線領域を表すライマン系列は、彼の名前に由来している。また、月の南半球にあるライマンというクレーターも、彼の名前に由来している。

## 受賞歴
- 1918年 ランフォード賞
- 1931年 フレデリック・アイヴズメダル、エリオット・クレッソン・メダル